# Non Non Biyori
Non Non Biyori (のんのんびより) est une série japonaise de manga écrite et illustrée par Atto. La série est publiée entre 2009 et 2021 dans le magazine mensuel Monthly Comic Alive et comporte un total de 16 tomes commercialisés par Media Factory. La version française est éditée partiellement par Clair de Lune à partir de juin 2012.
Une adaptation en série télévisée d'animation par le studio Silver Link est diffusée au Japon entre octobre et décembre 2013. Une seconde saison intitulée Non Non Biyori Repeat est diffusée entre juillet et septembre 2015. Un film d'animation est également sorti en août 2018, et une troisième saison de 12 épisodes, Non Non Biyori Nonstop, est diffusée entre janvier et mars 2021. Les deux premières saisons ont été diffusées sur Crunchyroll dans les pays francophones. 

## Synopsis
L'histoire prend place dans un village de campagne, Asahigaoka, à plusieurs kilomètres de toute commodité et où la seule école n'est composée que de cinq élèves. Hotaru Ichijô, arrivée fraîchement de Tokyo, va découvrir la vie en campagne avec ses nouvelles camarades.

## Personnages
Renge Miyauchi (宮内 れんげ, Miyauchi Renge)
Hotaru Ichijô (一条 蛍, Ichijō Hotaru)
Natsumi Koshigaya (越谷 夏海, Koshigaya Natsumi)
Komari Koshigaya (越谷 小鞠, Koshigaya Komari)
Suguru Koshigaya (越谷 卓, Koshigaya Suguru)
Kazuho Miyauchi (宮内 一穂, Miyauchi Kazuho)
Yukiko Koshigaya (越谷 雪子, Koshigaya Yukiko)
Hikage Miyauchi (宮内 ひかげ, Miyauchi Hikage)
Kaede Kagayama (加賀山 楓, Kagayama Kaede)
Konomi Fujimiya (富士宮 このみ, Fujimiya Konomi)
Honoka Ishikawa (石川 ほのか, Ishikawa Honoka)
Akane Shinoda (篠田あかね, Shinoda Akane)
Shiori (しおり, Shiori)
Aoi Niizato (新里 あおい, Niizato Aoi)

## Manga
La série a débuté le 26 septembre 2009 dans le magazine Monthly Comic Alive de l'éditeur Media Factory. Le premier volume relié est publié le 23 mars 2010. Une anthologie officielle est sortie le 23 janvier 2014, suivi d'un Guide Book le 23 juillet 2015. Le dernier chapitre de la série est publié le 26 février 2011.
Une mini-série intitulée Non Non Biyori Remember est publiée entre mai 2021 et janvier 2022, avant d'être compilé en un volume relié le 23 mars 2022.
La version française est éditée par Clair de Lune à partir de juin 2012. Toutefois, seuls les six premiers volumes ont été commercialisés.

### Liste des volumes
| no | Japonais          | Japonais          | Français          | Français          |
| no | Date de sortie    | ISBN              | Date de sortie    | ISBN              |
| --- | ----------------- | ----------------- | ----------------- | ----------------- |
| 1 | 23 mars 2010      | 978-4-0406-6521-4 | 7 juin 2012       | 978-2-3532-5377-7 |
| 2 | 22 décembre 2010  | 978-4-0406-6522-1 | 20 septembre 2012 | 978-2-3532-5395-1 |
| 3 | 22 octobre 2011   | 978-4-0406-6523-8 | 7 mars 2013       | 978-2-3532-5447-7 |
| 4 | 23 juillet 2012   | 978-4-0406-6524-5 | 17 octobre 2013   | 978-2-3532-5544-3 |
| 5 | 23 février 2013   | 978-4-0406-6525-2 | 27 mars 2014      | 978-2-3532-5606-8 |
| 6 | 21 septembre 2013 | 978-4-0406-6526-9 | 25 septembre 2014 | 978-2-3532-5628-0 |
| 7 | 23 juillet 2014   | 978-4-0406-6813-0 |                   |                   |
| Extra : Dans la version japonaise, le tome 7 (ISBN 978-4-06-250152-1) est sorti en édition limitée contenant un OAD.                              |                   |                   |                   |                   |
| 8 | 23 mars 2015      | 978-4-0406-7282-3 |                   |                   |
| Extra : Dans la version japonaise, le tome 8 (ISBN 978-4-0406-7282-3) est sorti en édition limitée contenant une prise jack à l'effigie de Renge. |                   |                   |                   |                   |
| 8.5 | 23 juillet 2015   | 978-4-0406-7554-1 |                   |                   |
| Ce tome est un Guide Book de la série. |                   |                   |                   |                   |
| 9 | 22 décembre 2015  | 978-4-0406-7860-3 |                   |                   |
| Extra : Dans la version japonaise, le tome 9 (ISBN 978-4-0406-7860-3) est sorti en édition spéciale.                                              |                   |                   |                   |                   |
| 10 | 23 septembre 2016 | 9784040685427     |                   |                   |
| 11 | 23 mai 2017       | 9784040692524     |                   |                   |
| 12 | 23 février 2018   | 9784040696867     |                   |                   |
| 13 | 21 novembre 2018  | 9784040651804     |                   |                   |
| 14 | 23 août 2019      | 9784040640167     |                   |                   |
| 15 | 23 mai 2020       | 9784040646343     |                   |                   |
| 16 | 23 mars 2021      | 9784046803085     |                   |                   |

## Anime
L'adaptation en série télévisée d'animation a été annoncée en février 2013 lors de la sortie du cinquième volume du manga. Elle est produite par le studio Silver Link, réalisée par Shinya Kawatsura avec un scénario de Reiko Yoshida, Fumihiko Shimo et Yuka Yamada,. La série a été diffusée du 7 octobre au 23 décembre 2013 sur TV Tokyo,. Le premier coffret DVD/Blu-ray est sorti le 25 décembre 2013. Un OAD est aussi sorti en juillet 2014 avec l'édition limitée du septième tome du manga.
Une seconde saison a été annoncée en avril 2014 sur le site officiel. Elle s'intitule Non Non Biyori Repeat (のんのんびより りぴーと, Non Non Biyori Ripīto) et elle est diffusée à partir du 6 juillet 2015.
Un film d'animation intitulé Non Non Biyori Vacation est sorti le 25 août 2018.
Une troisième saison intitulée Non Non Biyori Nonstop est diffusée entre janvier et mars 2021. Un OVA est sorti avec le tome Non Non Biyori Remember le 23 mars 2022.
Hors du Japon, les deux premières saisons sont diffusées en simulcast sur Crunchyroll,.
Le média français Japan FM a recensé les meilleurs animes de l'hiver 2021, et la troisième saison de Non Non Biyori a été classée en cinquième position parmi vingt animes. Les critères de classement comprenaient les notes du public obtenues sur deux sites de référencement d'animes : une note moyenne de 8,37 sur 10 sur le site MyAnimeList, et 81% de votes positifs sur le site AniList.

### Listes des épisodes

#### Non Non Biyori
| No       | Titre de l’épisode en français                      | Titre original de l’épisode                           | Date de 1re diffusion |
| -------- | --------------------------------------------------- | ----------------------------------------------------- | --------------------- |
| 1        | Une nouvelle arrive                                 | 転校生が来た Tenkōsei ga kita                         | 7 octobre 2013        |
| 2        | On est allées au magasin de bonbons                 | 駄菓子屋に行った Dagashi-ya ni itta                   | 14 octobre 2013       |
| 3        | On a fugué avec ma sœur                             | 姉ちゃんと家出した Nee-chan to iedeshita              | 21 octobre 2013       |
| 4        | Les vacances d'été commencent                       | 夏休みがはじまった Natsuyasumi ga hajimatta           | 28 octobre 2013       |
| 5        | J'ai fait semblant d'oublier mon maillot de bain    | 水着を忘れたふりをした Mizugi o wasureta furi o shita | 4 novembre 2013       |
| 6        | Je suis devenue un fantôme et j'ai fait des efforts | おばけになってがんばった Obake ni natte ganbatta      | 11 novembre 2013      |
| 7        | Mes biscuits de riz sont devenus un curry           | せんべいがカレーになった Senbei ga karē ni natta      | 18 novembre 2013      |
| 8        | On a fait du riz à l'école                          | 学校でごはんを炊いた Gakkō de gohan o taita           | 25 novembre 2013      |
| 9        | On a essayé de faire un festival culturel           | 文化祭をやってみた Bunkasai o yattemita               | 2 décembre 2013       |
| 10       | On a regardé le premier lever de soleil de l'année  | 初日の出を見た Hatsuhinode o mita                     | 9 décembre 2013       |
| 11       | On a fait un igloo                                  | かまくらをつくった Kamakura o tsukutta                | 16 décembre 2013      |
| 12       | Revoilà le printemps                                | また春が来た Mata haru ga kita                        | 23 décembre 2013      |
| 13 (OVA) | Pas de traduction officielle                        | 沖縄へ行くことになった Okinawa e ikukoto ni natta     | 23 juillet 2014       |

#### Non Non Biyori Repeat
| No       | Titre de l’épisode en français          | Titre original de l’épisode                          | Date de 1re diffusion |
| -------- | --------------------------------------- | ---------------------------------------------------- | --------------------- |
| 1        | J'entre au CP                           | 一年生になった Ichi-nen-sei ni natta                 | 6 juillet 2015        |
| 2        | On est allées voir les étoiles          | 星を見に行くッタ Hoshi o mi ni ikutta                | 13 juillet 2015       |
| 3        | Motivées pendant les vacances           | 連休中にやる気を出した Renkyūchū ni yaruki o dashita | 20 juillet 2015       |
| 4        | On a fait un teru teru bôzu             | てるてるぼうずを作った Teruterubōzu o tsukutta       | 27 juillet 2015       |
| 5        | On a mangé des okonomiyaki              | お好み焼きを食べた Okonomiyaki o tabeta              | 3 août 2015           |
| 6        | On est devenues amies avec les lucioles | ホタルと仲よくなった Hotaru to nakayokunatta         | 10 août 2015          |
| 7        | On a sauté avec détermination           | 思い切って飛び込んだ Omoikitte tobikonda             | 17 août 2015          |
| 8        | On a servi le repas de midi             | 給食当番をした Kyūshoku tōban o shita                | 24 août 2015          |
| 9        | On a observé la lune ensemble           | みんなでお月見をした Minna de otsukimi o shita       | 31 août 2015          |
| 10       | Je me suis beaucoup entraînée           | すごく練習した Sugoku renshū shita                   | 7 septembre 2015      |
| 11       | Je suis devenue une enfant gâtée        | 甘えんぼうになった Amaenbō ni natta                  | 14 septembre 2015     |
| 12       | Ça fait un an                           | 一年がたった Ichinen ga tatta                        | 21 septembre 2015     |
| 13 (OVA) | Pas de traduction officielle            | 蛍が楽しんだ Hotaru ga Tanoshinda                    | 23 septembre 2016     |

#### Non Non Biyori Nonstop
| No       | Titre de l’épisode en français | Titre original de l’épisode                                              | Date de 1re diffusion |
| -------- | ------------------------------ | ------------------------------------------------------------------------ | --------------------- |
| 1        | Pas de traduction officielle   | カエルの歌を吹いた Kaeru no uta o fuita                                  | 11 janvier 2021       |
| 2        | Pas de traduction officielle   | 蛍が大人っぽかった Hotaru ga otonappokatta?                              | 18 janvier 2021       |
| 3        | Pas de traduction officielle   | 昔からこうだった Mukashi kara kōdatta                                    | 25 janvier 2021       |
| 4        | Pas de traduction officielle   | トマトを届けるサンタになった Tomato o todokeru santa ni natta            | 1er février 2021      |
| 5        | Pas de traduction officielle   | ものすごいものを作った Monosugoi mono o tsukutta                         | 8 février 2021        |
| 6        | Pas de traduction officielle   | みんなでキャンプに行った Minna de kyanpu ni itta                         | 15 février 2021       |
| 7        | Pas de traduction officielle   | ハラハラする秋だった Harahara suru aki datta                             | 22 février 2021       |
| 8        | Pas de traduction officielle   | 先輩はもうすぐ受験だった Senpai wa mōsugu juken datta                    | 1er mars 2021         |
| 9        | Pas de traduction officielle   | おいしいごはんを作った Oishii gohan o tsukutta                           | 8 mars 2021           |
| 10       | Pas de traduction officielle   | 寒くなったりあったかくなったりした Samuku nattari attakaku nattari shita | 15 mars 2021          |
| 11       | Pas de traduction officielle   | 酔っぱらって思い出した Yopparatte omoidashita                            | 22 mars 2021          |
| 12       | Pas de traduction officielle   | また桜が咲いた Mata sakura ga saita                                      | 29 mars 2021          |
| 13 (OVA) | Pas de traduction officielle   | 部活をがんばった Bukatsu wo ganbatta                                     | 23 mars 2022          |

### Musique
| Saison 1 | 1 – 12 | Nanairo Biyori (なないろびより)  | nano.RIPE | Non Non Biyori (のんのん日和) | ZAQ | Ayane Sakura, Kana Asumi, Kotori Koiwai, Rie Murakawa |
| Saison 2 | 1 – 12 | Kodama kotodama (こだまことだま) | nano.RIPE | Okaeri (おかえり)             | ZAQ | Ayane Sakura, Kana Asumi, Kotori Koiwai, Rie Murakawa |
| Film     | -      | Ao no rakugaki (あおのらくがき)  | nano.RIPE | Omoide (おもいで,)            | ZAQ | Ayane Sakura, Kana Asumi, Kotori Koiwai, Rie Murakawa |
| Saison 3 | 1 – 12 | Tsugihagi moyō (つぎはぎもよう)  | nano.RIPE | Tadaima (ただいま)            | ZAQ | Ayane Sakura, Kana Asumi, Kotori Koiwai, Rie Murakawa |

### Doublage
| Personnages       | Personnages       | Voix japonaises |
| ----------------- | ----------------- | --------------- |
| Renge Miyauchi    | Renge Miyauchi    | Kotori Koiwai   |
| Hotaru Ichijo     | Hotaru Ichijo     | Rie Murakawa    |
| Natsumi Koshigaya | Natsumi Koshigaya | Ayane Sakura    |
| Komari Koshigaya  | Komari Koshigaya  | Kana Asumi      |
| Hikage Miyauchi   | Hikage Miyauchi   | Misato Fukuen   |
| Kazuho Miyauchi   | Kazuho Miyauchi   | Kaori Nazuka    |
| Yukiko Koshigaya  | Yukiko Koshigaya  | Akiko Hiramatsu |
| Konomi Fujimiya   | Konomi Fujimiya   | Ryōko Shintani  |
| Kaede Kagayama    | Kaede Kagayama    | Rina Satō       |

### Édition japonaise

#### Série originale
1. 1 2  Tome 1
2. 1 2  Tome 2
3. 1 2  Tome 3
4. 1 2  Tome 4
5. 1 2  Tome 5
6. 1 2  Tome 6
7. 1 2  Tome 7
8. 1 2  Tome 8
9. 1 2  Tome 8.5
10. 1 2  Tome 9
11. 1 2  Tome 10
12. 1 2  Tome 11
13. 1 2  Tome 12
14. 1 2  Tome 13
15. 1 2  Tome 14
16. 1 2  Tome 15
17. 1 2  Tome 16

#### Série limitée
1. ↑  Tome 7
2. ↑  Tome 8
3. ↑  Tome 9

### Édition française
1. 1 2  Tome 1
2. 1 2  Tome 2
3. 1 2  Tome 3
4. 1 2  Tome 4
5. 1 2  Tome 5
6. 1 2  Tome 6